# Formación Cerro Fortaleza
La Formación Cerro Fortaleza, descrita en la literatura más antigua como Formación Pari Aike, es una formación geológica del Cretácico Tardío de edad Campaniano a Maastrichtiano   (aunque anteriormente se informó que era Cenomaniano a Santoniano )  de la Cuenca Austral en el sur de la Patagonia, Argentina .

## Descripción
Las areniscas de la formación fueron depositadas en un ambiente fluvial . La formación tiene un espesor estimado de 460 metros (1509,2 pies) y se superpone a la Formación Anita, mientras que está superpuesta por la Formación La Irene .  Estas formaciones se consideran Campanianas y Maastrichtianas respectivamente,   lo que hace que la Formación Cerro Fortaleza tenga una edad intermedia entre ellas.
Los titanosaurios gigantes Puertasaurus y Dreadnoughtus, el megaraptorano Orkoraptor, el bertasaurido Austrocheirus isasii y el ornitópodo Talenkauen se han recuperado de la formación junto con tortugas y cocodrilos.   

### Dinosaurios

#### Ornitisquios
| Ornitisquios de la Formación Cerro Fortaleza | Ornitisquios de la Formación Cerro Fortaleza | Ornitisquios de la Formación Cerro Fortaleza | Ornitisquios de la Formación Cerro Fortaleza | Ornitisquios de la Formación Cerro Fortaleza                                                            | Ornitisquios de la Formación Cerro Fortaleza | Ornitisquios de la Formación Cerro Fortaleza |
| Taxones                                      | Especies                                     | Localidad                                    | Unidad estratigráfica                        | Material                                                                                                | Notas                                        | Imágenes                                     |
| -------------------------------------------- | -------------------------------------------- | -------------------------------------------- | -------------------------------------------- | --- | -------------------------------------------- | -------------------------------------------- |
| Anquilosauria                                | índice.                                      |                                              |                                              | Osteodermos aislados de pequeño tamaño.                                                                 |                                              |                                              |
| Iguanodontoidea                              | índice.                                      |                                              |                                              | Una corona dental maxilar incompleta.                                                                   |                                              |                                              |
| Ornitópodos                                  | índice.                                      |                                              |                                              | Dos centros caudales aislados.                                                                          |                                              |                                              |
| Talenkauen                                   | T. santacrucensis                            | Corro Los Hornos cerca del Lago Viedma.      | Superior                                     | Un esqueleto parcialmente articulado con excepción de la parte trasera del cráneo, la cola y las manos. | Un ornitópodo elasmariano .                  |                                              |

#### Saurópodos
| Saurópodos de la Formación Cerro Fortaleza | Saurópodos de la Formación Cerro Fortaleza | Saurópodos de la Formación Cerro Fortaleza | Saurópodos de la Formación Cerro Fortaleza | Saurópodos de la Formación Cerro Fortaleza                                                                      | Saurópodos de la Formación Cerro Fortaleza | Saurópodos de la Formación Cerro Fortaleza |
| Taxones                                    | Especies                                   | Localidad                                  | Unidad estratigráfica                      | Material | Notas                                      | Imágenes                                   |
| ------------------------------------------ | ------------------------------------------ | ------------------------------------------ | ------------------------------------------ | --- | ------------------------------------------ | ------------------------------------------ |
| Clasmodosaurus                             | C. espátula                                | Lago Viedma                                |                                            | Dos dientes incompletos.                                                                                        | Un titanosaurio                            |                                            |
| Clasmodosaurus                             | Indeterminado                              |                                            |                                            | 32 dientes aislados.                                                                                            | Un titanosaurio                            |                                            |
| Acorazado                                  | D. schrani                                 | Valle del Río La Leona,                    | Superior                                   | Cuatro caudales proximales incompletos y astrágalo izquierdo incompleto.                                        | Un titanosaurio.                           |                                            |
| Puertasaurio                               | P. reuili                                  | Cerros Los Hornos, La Leona.               | Superior                                   | Un holotipo basado en cuatro vértebras desarticuladas, específicamente una cervical, una dorsal y dos caudales. | Un titanosaurio.                           |                                            |

#### Terópodos
| Terópodos de la Formación Cerro Fortaleza | Terópodos de la Formación Cerro Fortaleza | Terópodos de la Formación Cerro Fortaleza | Terópodos de la Formación Cerro Fortaleza | Terópodos de la Formación Cerro Fortaleza | Terópodos de la Formación Cerro Fortaleza | Terópodos de la Formación Cerro Fortaleza |
| Taxones                                   | Especies                                  | Localidad                                 | Unidad estratigráfica                     | Material | Notas                                     | Imágenes                                  |
| ----------------------------------------- | ----------------------------------------- | ----------------------------------------- | ----------------------------------------- | --- | ----------------------------------------- | ----------------------------------------- |
| Abelisáuridos                             | índice.                                   |                                           |                                           | Un diente de zifodonte incompleto. |                                           |                                           |
| Austrocheirus                             | A. isasii                                 | Hoyada Arroyo Seco.                       | Superior                                  | Un cúbito derecho incompleto | Un terópodo ceratosaurio .                |                                           |
| Orkoraptor                                | O. burkei                                 | Cerro Los Hornos.                         | Superior                                  | Varios dientes aislados, incluidos dos dientes anteriores, probablemente premaxilares, la falange manual izquierda I-1, el peroné derecho casi completo y el ungueal derecho. | Un megaraptorano                          |                                           |

### Peces
| Peces de la Formación Cerro Fortaleza | Peces de la Formación Cerro Fortaleza | Peces de la Formación Cerro Fortaleza  | Peces de la Formación Cerro Fortaleza | Peces de la Formación Cerro Fortaleza                                                                                                 | Peces de la Formación Cerro Fortaleza | Peces de la Formación Cerro Fortaleza |
| Taxones                               | Especies                              | Localidad                              | Unidad estratigráfica                 | Material | Notas                                 | Imágenes                              |
| ------------------------------------- | ------------------------------------- | -------------------------------------- | ------------------------------------- | --- | ------------------------------------- | ------------------------------------- |
| Atlantoceratodus                      | A. iheringi                           | Cerro Los Hornos y Hoyada Arroyo Seco. |                                       | Cuatro placas dentales inferiores, una placa dental inferior unida a un hueso mandibular parcial y cuatro placas dentales superiores. | Un pez pulmonado.                     |                                       |